# Distretti della Somalia
I distretti della Somalia (in somalo: degmooyin, singolare degmo) sono novanta. Ciascuno di essi prende il nome dal rispettivo capoluogo, salvo che per i distretti inclusi nella città di Mogadiscio (la cui denominazione coincide con quella del relativo quartiere).

## Lista

### Somaliland

#### Adal
- Baki
- Borama
- Lughaya
- Zeila

#### Nordovest
- Berbera
- Gabiley
- Hargheisa

#### Tug Dair
- Burao
- Buhoodle
- Odweyne
- Sheikh

#### Sanag
- Baran
- El Afweyn
- Erigavo
- Dhahar
- El Buh
- Las Gorei

#### Sool
- Aynabo
- Las Anod
- Taleh
- Xudun

### Puntland

#### Bari
- Bender Beila (Distretto di Bender Beila)
- Bosaso
- Alula
- Scusciuban
- Candala
- Ufein
- Gardo

#### Nogal
- Burtinle
- Garoe
- Eil

#### Mudugh
- Gallacaio
- Galdogob
- Harardera
- Obbia
- Geriban

### Somalia

#### Galgudud
- Abudwaq
- Adado
- Dusa Mareb
- El Bur
- El Dher

#### Hiran
- Belet Uen
- Bulo Burti
- Gialalassi
- Mataban
- Mahas

#### Medio Scebeli
- Adan Yabal
- Balad
- Adale
- Giohar

#### Basso Scebeli
- Afgooye
- Brava
- Kurtunwarey
- Merca
- Coriolei
- Sablale
- Uanle Uen
- Leego

#### Benadir
Si sovrappongono alla città di Mogadiscio (sono indicati partendo da nord est verso sud ovest)
- Huriwa (o Haliwa) (mappa) - Est di Via Imperiale
- Yaqshid (mappa) - Ovest di Via Imperiale
- Karan (mappa) - Ospedale Keysane
- Abdiaziz (mappa) - Porto Vecchio, Ospedale Forlanini
- Shibis (mappa) - Ambasciata italiana
- Shingani (mappa)
- Bondhere (mappa)
- Wardhigley (o Warta Nabada) (mappa) - Quartiere di Villa Somalia, del Parlamento federale e dello Stadio di Mogadiscio
- Hamar Weyne (mappa) - Quartiere del Nuovo Porto di Mogadiscio
- Hamar Jajab (mappa)
- Hawle Wadag (mappa) - Quartiere del Mercato di Bakaara
- Waberi (mappa) - Aeroporto Internazionale Aden Adde
- Hodan (mappa)
- Wadajir (mappa) - Università nazionale somala
- Dharkenley (mappa)
- Daynile (mappa)

#### Bakool
- El Barde
- Oddur
- Rabdhure
- Tigieglò
- Uegit
- Aato
- Yeed

#### Bai
- Baidoa
- Bur Acaba
- Dinsor
- Qasahdhere

#### Ghedo
- Bardera
- Beled Hawo
- El Uach
- Dolo
- Garba Harre
- Lugh
- Burdhubo

#### Medio Giuba
- Bu'aale
- Gelib
- Saków

#### Basso Giuba
- Afmadù
- Badhadhe
- Giamama
- Chisimaio